# Большой Симбей
Большой Симбей — река в России, протекает по Ненецкому автономному округу. Устье реки находится в 249 км от устья Лаи по левому берегу. Длина реки составляет 29 км.
Берёт начало из безымянного озера на высоте 132 м.

## Данные водного реестра
По данным государственного водного реестра России относится к Двинско-Печорскому бассейновому округу, водохозяйственный участок реки — Печора от впадения реки Уса до водомерного поста Усть-Цильма, речной подбассейн реки — бассейны притоков Печоры ниже впадения Усы. Речной бассейн реки — Печора.
Код объекта в государственном водном реестре — 03050300112103000073423.